# 제2회 아시아 국제 청소년영화제
제2회 아시아 국제 청소년영화제는 2005년 10월 28일에 열린 시상식이다.

## 수상 및 후보

### 온누리상
- 나의 가족 - 진영기 수상

### 된바람상- 하늬부
- wo+man - 박소희 외 수상

### 된바람상- 높새부
- 아픔아 아픔아 날아가거라

### 흔들바람상- 하늬부
- 버들아이 - 박기령 수상

### 흔들바람상- 높새부
- 소사

### 산들바람상- 하늬부
- 솜사탕 먹는 날 - 하소이 수상

### 산들바람상- 높새부
- 돌고래... 안녕 - 권지혜 수상

### AIYFF 감독상
- 키다리 아저씨와 엄지공주 - 조여래 수상

### AIYFF 기술상
- 여름과 하늘과 우리들의 미래
- 빨간 구두 - 최혜정 수상

### AIYFF 심사위원특별상
- 우리는 찾는다
- 이브스 애플 - 성수진 수상